# Rohrsen (Bad Münder am Deister)
Rohrsen ist einer von 16 Ortsteilen der Stadt Bad Münder am Deister  (Landkreis Hameln-Pyrmont,  Niedersachsen).

## Geografische Lage
Rohrsen liegt im nördlichen Bereich der Stadt Bad Münder am Deister, im Weserbergland. Nördlich des Ortes liegt der Landkreis Schaumburg, im Südwesten Nachbarort Beber und im Westen der Süntel. Nahe dem Ort verläuft die Bundesstraße 442 von Bad Münder zum Bundesautobahn 2-Anschluss bei Lauenau.

## Geschichte
Erste urkundliche Erwähnung findet der Ort im Jahr 1255.
Das Dorf Rohrsen wurde am 1. Januar 1973 durch die Gebietsreform als einer von 16  Ortsteilen zur Stadtgemeinde Bad Münder vereinigt.

## Politik
Ortsbürgermeister ist Benjamin Hachfeld (CDU).
Rohrsen hat mit dem Nachbarort Beber einen gemeinsamen Ortsrat.